# Edin Terzić
Edin Terzić (Menden, Njemačka, 30. listopada 1982.) njemačko-hrvatski je nogometni trener i bivši nogometaš. Trenutačno je bez kluba.

## Karijera

### Rane godine
Terzić je rođen 1982. godine u Mendenu u Njemačkoj, u radničkoj obitelji. Njegov otac Bošnjak je iz Doganovaca kraj Donjega Vakufa, a majka Hrvatica iz Osijeka i ima hrvatsko državljanstvo. Terzić je tijekom igračke karijere igrao u klubovima četvrte razine profesionalnih liga u Njemačkoj. Bivši je student Ruhrskog sveučilišta u Bochumu, gdje je studirao sportske znanosti. 

## Trenerska karijera
Terzić je od 2010. do 2013. radio kao skaut i pomoćni trener u omladinskom pogonu Borussije Dortmund, podređen tadašnjem prvotimcu Jürgenu Kloppu. Njegov stariji brat Alen također radi kao skaut za Borussiju Dortmund i služio je kao privremeni menadžer Borussije Dortmund II tijekom sezone 2019./20. 
Terzić je bio pomoćni trener Slavenu Biliću u Beşiktaşu između 2013. i 2015. te u West Ham Unitedu od 2015. do 2017. Njegova suradnja s Bilićem započela je 2012., kada je Terzić sastavio i predao analizu protivnika prije utakmice Hrvatske u grupnoj fazi protiv Republike Irske na Euru 2012. Zadovoljan analizom, Bilić mu je ponudio da mu se pridruži kao pomoćni trener u moskovskom Lokomotivu, no dogovor je na kraju propao. Bilić je još jednom ponudio Terziću da mu se pridruži u Beşiktaşu, a Terzić je prihvatio ponudu nakon konzultacija s Borussijom Dortmund. Slijedio ga je u West Ham United 2015., ali je napustio klub dvije godine kasnije kada je Bilić dobio otkaz 6. studenog 2017.
Od 2018. Terzić ima UEFA Pro Licencu, nakon što je diplomirao na 18-omjesečnom tečaju Nogometnog saveza u Engleskoj. Među kolegama koji su diplomirali bili su bivši menadžer Chelseaja Graham Potter kao i bivši profesionalni igrači Nicky Butt i Nemanja Vidić. 
Terzić se 2018. vratio u Borussiju Dortmund kao pomoćni trener prve momčadi nakon imenovanja Luciena Favrea za trenera. Vodio je momčad zajedno sa svojim kolegom Manfredom Stefesom protiv TSG 1899 Hoffenheima, jer je glavni trener Favre propustio utakmicu zbog bolesti. Nakon što je Favre dobio otkaz nakon poraza 5:1 od VfB Stuttgarta u prosincu 2020., Terzić je imenovan privremenim trenerom do kraja sezone. 
Terzić je 13. svibnja 2021. osvojio njemački kup s Borussijom Dortmund. Naslijedio ga je menadžer Borussije Mönchengladbach Marco Rose. 
Umjesto da se vrati na mjesto pomoćnika trenera u sezoni 2021./22, Terzić je prešao na novootvoreno mjesto tehničkog direktora. Nakon što su se Borussia Dortmund i Rose sporazumno razišli nakon završetka sezone, Terzić je ponovno imenovan za stalnog trenera, potpisavši ugovor do 2025.

## Vanjske poveznice
- Edin Terzić – soccerway.com (engl.)